# Le Chihuahua de Beverly Hills 2
Série
Le Chihuahua de Beverly Hills
(2009) Le Chihuahua de Beverly Hills 3
(2012)
Pour plus de détails, voir Fiche technique et Distribution.
Le Chihuahua de Beverly Hills 2 (Beverly Hills Chihuahua 2), est un film américain pour enfants à partir de 6 ans. Réalisé par Alex Zamm, et mettant en scène George Lopez, Odette Yustman et Zachary Gordon, le film se concentre sur Papi et Chloé, maintenant marié, en compagnie de leurs 5 chiots. Le film a été distribué par Walt Disney Home Entertainment à partir du 1er février 2011 aux États-Unis en DVD et Blu-Ray, et en France à partir du 7 février 2011. C'est la suite de Le Chihuahua de Beverly Hills.

## Synopsis
Venant juste de se marier, Papi et Chloé tentent de faire face aux bêtises de leurs cinq chiots, Papi Junior, Lila, Rosa, Ali et Pep, tous plus espiègles et turbulents les uns que les autres. Après leurs aventures au Mexique, les chiens vont devoir affronter un nouveau défi : sauver leurs maîtres qui risquent de perdre leur maison ! La solution qu'ils ont trouvée pour donner un coup de patte au budget familial, c'est de participer à un défilé de mode pour en gagner le 1er prix...

## Distribution

### Voix des animaux
- George Lopez (VQ : Sylvain Hétu) : Papi
- Odette Yustman (VF : Marie Giraudon ; VQ : Aline Pinsonneault) : Chloé
- Zachary Gordon (VQ : Vassili Schneider) : Papi Junior
- Emily Osment (VQ : Gabrielle Thouin) : Pep
- Madison Pettis (VQ : Catherine Préfontaine) : Lila
- Chantilly Spalan : Rosa
- Delaney Jones (VF : Clara Quilichini) : Ali
- Jon Huertas (VQ : Nicolas Charbonneaux-Collombet) : Alberto
- Ernie Hudson (VQ : Yves Corbeil) : Pedro
- Miguel Ferrer (VF : Guillaume Orsat) : Delgado
- Phill Lewis (VF : Laurent Morteau) : M. McKibble
- Bridgit Mendler (VQ : Isabelle Leyrolles) : Marie Appoline Bouvier
- Loretta Devine (VQ : Viviane Pacal) : Delta

### Les humains
- Marcus Coloma (VF : Emmanuel Garijo ; VQ : Patrice Dubois) : Sam Cortez
- Erin Cahill (VF : Laura Blanc ; VQ : Julie Burroughs) : Rachel Ashe
- Susan Blakely (VF : Véronique Augereau ; VQ : Madeleine Arsenault) : tante Vivian
- Elaine Hendrix (VQ : Élise Bertrand) : Colleen Mansfield
- Lupe Ontiveros : Mrs. Cortez
- Castulo Guerra : Fernando Cortez
- Morgan Fairchild (VQ : Nathalie Coupal) : commentatrice